# Петоугао
У геометрији, петоугао (одe грчког πέντε pente са значењем пет и γωνία gonia са значењем угао) многоугао је са пет темена и пет страница. Сума унутрашњих углова једноставног петоугла је 540°.

## Правилни петоугао
Правилни петоугао је петоугао код кога су све странице једнаке дужине и сви унутрашњи углови једнаки. Сваки унутрашњи угао правилног петоугла има по 108° (степени), а збир свих унутрашњих углова било ког петоугла износи 540°. Ако му је основна страница дужине {\displaystyle a\,\!}, површина правилног петоугла се одређује формулом
{\displaystyle P={\frac {5a^{2}}{4}}\mathop {\mathrm {ctg} } \,{\frac {\pi }{5}}={\frac {a^{2}}{4}}{\sqrt {25+10{\sqrt {5}}}}\approx 1.72048a^{2}}.
Површина се може израчунати и са

{\displaystyle P={\frac {5}{2}}R^{2}\sin {\frac {2\pi }{5}}=5r^{2}\mathop {\mathrm {tg} } \,{\frac {\pi }{5}}}

где је {\displaystyle R} - полупречник описаног круга, а {\displaystyle r} - полупречник уписаног круга. Обим петоугла коме је страница дужине {\displaystyle a\,\!} биће једнак {\displaystyle 5a\,\!}. Однос дијагонале и странице петоугла једнак је {\displaystyle {\frac {1+{\sqrt {5}}}{2}}}, што одговара златном пресеку.
Правилан петоугао има пет линија рефлексијске симетрије, и ротациону симетрију реда 5 (кроз 72°, 144°, 216° и 288°). Дијагонале конвексног правилног петоугла су у златном пресеку према његовим страницама. Његова висина (удаљеност од једне стране до супротног врха) и ширина (удаљеност између две најудаљеније раздвојене тачке, која је једнака дужини дијагонале) су дате као
{\displaystyle {\text{Висина}}={\frac {\sqrt {5+2{\sqrt {5}}}}{2}}\cdot {\text{Side}}\approx 1.539\cdot {\text{стране}},}
{\displaystyle {\text{Ширина}}={\text{Diagonal}}={\frac {1+{\sqrt {5}}}{2}}\cdot {\text{стране}}\approx 1.618\cdot {\text{стране}},}
{\displaystyle {\text{Ширина}}={\sqrt {2-{\frac {2}{\sqrt {5}}}}}\cdot {\text{висине}}\approx 1.051\cdot {\text{висине}},}
{\displaystyle {\text{Дијагонала}}=R\ {\sqrt {\frac {5+{\sqrt {5}}}{2}}}=2R\cos 18^{\circ }=2R\cos {\frac {\pi }{10}}\approx 1.902R,}
где је R полупречник описаног круга.
Површина конвексног правилног петоугла са дужином странице t је дата са
{\displaystyle A={\frac {t^{2}{\sqrt {25+10{\sqrt {5}}}}}{4}}={\frac {5t^{2}\tan(54^{\circ })}{4}}={\frac {{\sqrt {5(5+2{\sqrt {5}})}}t^{2}}{4}}\approx 1.720t^{2}.}
Када је правилан петоугао описан кругом полупречника R, његова дужина ивице t је дата изразом
{\displaystyle t=R\ {\sqrt {\frac {5-{\sqrt {5}}}{2}}}=2R\sin 36^{\circ }=2R\sin {\frac {\pi }{5}}\approx 1.176R,}
а његова површина је
{\displaystyle A={\frac {5R^{2}}{4}}{\sqrt {\frac {5+{\sqrt {5}}}{2}}};}
пошто је површина описаног круга {\displaystyle \pi R^{2},} правилни пентагон испуњава приближно 0,7568 свог описаног круга.

### Извођење формуле површине
Површина било ког правилног полигона је:
{\displaystyle A={\frac {1}{2}}Pr}
где је P обим полигона, а r полупречник (еквивалентно апотема). Замена вредности регуларног пентагона за P и r даје формулу
{\displaystyle A={\frac {1}{2}}\cdot 5t\cdot {\frac {t\tan({\frac {3\pi }{10}})}{2}}={\frac {5t^{2}\tan({\frac {3\pi }{10}})}{4}}}
са дужином странице t.

### Интрарадијус
Слично сваком правилном конвексном полигону, правилан конвексни петоугао има уписан круг. Апотема, која је полупречник r уписаног круга, правилног петоугла је повезана са дужином странице t помоћу
{\displaystyle r={\frac {t}{2\tan(\pi /5)}}={\frac {t}{2{\sqrt {5-{\sqrt {20}}}}}}\approx 0.6882\cdot t.}

### Тетиве од описаног круга до врхова
Као и сваки правилан конвексни многоугао, правилни конвексни петоугао има описан круг. За правилан петоугао са узастопним врховима A, B, C, D, E, ако је P било која тачка на описаној кружници између тачака B и C, онда је PA + PD = PB + PC + PE.

### Тачка у равни
За произвољну тачку у равни правилног петоугла са полупречником круга {\displaystyle R}, чија су растојања до тежишта правилног пентагона и његових пет врхова {\displaystyle L} и {\displaystyle d_{i}}  респективно, важи
{\displaystyle \textstyle \sum _{i=1}^{5}d_{i}^{2}=5(R^{2}+L^{2}),}
{\displaystyle \textstyle \sum _{i=1}^{5}d_{i}^{4}=5((R^{2}+L^{2})^{2}+2R^{2}L^{2}),}
{\displaystyle \textstyle \sum _{i=1}^{5}d_{i}^{6}=5((R^{2}+L^{2})^{3}+6R^{2}L^{2}(R^{2}+L^{2})),}
{\displaystyle \textstyle \sum _{i=1}^{5}d_{i}^{8}=5((R^{2}+L^{2})^{4}+12R^{2}L^{2}(R^{2}+L^{2})^{2}+6R^{4}L^{4}).}
Ако су {\displaystyle d_{i}} растојања од врхова правилног петоугла до било које тачке на његовој описаној кружници, онда је
{\displaystyle 3(\textstyle \sum _{i=1}^{5}d_{i}^{2})^{2}=10\textstyle \sum _{i=1}^{5}d_{i}^{4}.}

### Конструкција
Правилни петоугао се може конструисати уз помоћ лењира и шестара. Следећа анимација илуструје корак по корак, једну од могућих конструкција.

#### Еуклидов метод
Правилан петоугао се може конструисати помоћу шестара и лењира, било уписивањем у дати круг, или конструисањем на датој ивици. Овај процес је описао Еуклид у својим Елементима око 300. године п. н. е.

## Галерија
- Зграда Пентагона у којој је смештено Министарство одбране САД има облик правилног петоугла.
- Државна ознака за квалитет коришћена у некадашњем Совјетском Савезу имала је модификовани петоугао у својој основи.
- Петоугао се може добити везивањем папирне траке у чвор.